# Franklin (serie animada)
Franklin es una serie de televisión infantil estadounidense-canadiense producida por Treehouse TV, Nickelodeon y Family, basados en los libros de Paulette Bourgeois y Brenda Clark. Franklin por a las 11:00 a. m. Nick Jr. en 11 de enero de 1999.

## Personajes

### Principales
- Franklin Tortuga
- Nombre Científico: Testudines

Es el protagonista de la serie, es simpático, le gusta jugar con sus amigos, entre ellos, Oso, Castor, Zorro, Conejo, Gansa y Nutria. Su mejor amigo es Oso, él vive en una casa hecha de piedras. Franklin posee con su personalidad algo torpe, pero es un gran amigo. Franklin tiene ocho años, en la secuela dedicada a Franklin (Franklin y sus amigos), cumple los diez años.
- Oso
- Nombre Científico: Ursidae

Es el mejor amigo de Franklin. Oso tiene doce años, Oso vive en un árbol con su familia, Oso es el mayor porque, en un episodio nace su hermana menor. Oso tuvo muy buena amistad con Franklin desde su infancia, en la serie derivada de Franklin, Franklin y sus amigos, el cumple los catorce años, y se dice que es el mayor de todos de sus amigos.
- Castor
- Nombre científico: Castor canadensis

Es una castor de Género femenino y es amiga de Franklin. Como dato curioso, no la suelen llamar Castora en el doblaje, ya que ella es una hembra, decidieron llamarla simplemente Castor. No se sabe en donde vive, ella tiene muy buena amistad con Gansa quien es su mejor amiga, ella suele frecuentemente poner retos a Franklin ya que es algo presumida y egoísta con él, y ambos pueden llegar a discutir con uno al otro.  Ella tiene nueve años, en el spin-off de Franklin y sus amigos cumple los once años.
- Conejo
- Nombre científico: Oryctolagus cuniculus

Es otro de los amigos de Franklin; a él le gusta jugar y divertirse mucho, tiene buena amistad con Zorro quien es su mejor amigo, ya que se parecen un poco, Conejo usa su patas para caminar, a veces puede saltar, nunca se sabe en donde vive. Él tiene nueve años, en el spin-off de Franklin y sus amigos el cumple los once años.
- Gansa
- Nombre científico: Branta canadensis

Es otra de los amigos de Franklin, ella tiene muy buena amistad con Castor quien es su mejor amiga, ella es muy simpática y amable y juega con sus amigos, nunca se sabe por donde vive. En algunos episodios suelen llamarle "Ganso", siendo que es una hembra. Ella tiene once años, mientras en el spin-off de Franklin y sus amigos cumple los trece años.
- Zorro
- Nombre científico: Vulpes vulpes

Es otro de los amigos de Franklin y el mejor amigo de Conejo, zorro juega con sus amigos y corre veloz, nunca se sabe dónde vive, él se pone en cuatro patas, ya que en algunos episodios de Franklin se ve que él está en cuatro patas, él tiene doce años, en el spin-off de Franklin y sus amigos cumple los trece años y se le cambia el color de su piel.
- Caracol

Es otro de los amigos de Franklin y el más pequeño de los amigos, se cree que es una hembra, pero al final se aclaró que es un macho, él tiene problemas para levantar cosas pero es un gran compañero, él tiene una personalidad muy alegre y divertido, y tiene seis años; en el spin-off de Franklin y sus amigos, cumple los ocho años.
- Nutria
- Nombre científico: Lutrinae

Es una de los últimos amigos de Franklin, Nutria casi no aparece en los episodios, ella vive en el lago y juega con Franklin, ella tiene diez años. Se menciona en la serie que se cambió de casa y ella ya no apareció en el spin-off de Franklin y sus amigos.
- Tejón
- Nombre cientifico: Taxidea taxus

Es otra de los amigos de Franklin, elle haber parálisis cerebral. Zorro está enamorado de ella. Ella tiene doce años, y ella ya no apareció en el spin-off de Franklin y sus amigos.
- Mapache
- Nombre cientifico: Procyon lotor

Es otro de los amigos de Franklin, el tiene once años, y el ya no apareció en el spin-off de Franklin y sus amigos.
- Mofeta
- Nombre cientifico:

Es otra de los amigos de Franklin, ella tiene ocho años, y ella ya no apareció en el spin-off de Franklin y sus amigos.

## Emisión Internacional
- Canadá: Family Channel y Treehouse TV
- Estados Unidos: Nickelodeon
- Latinoamérica: Cartoon Network Latinoamérica y Discovery Kids
- Colombia: Canal TRO / Programadora 3D Multiusos
- México: Canal Once y XHMOR TV
- España: Playhouse Disney (España)
- Japón: Playhouse Disney
- Portugal: Canal Panda
- Países Bajos: Zappelin
- Italia: Italia 1
- Letonia: Nickelodeon

## Doblaje de América Latina
- Franklin - Gaby Ugarte
- Castor - Leyla Rangel
- Oso - Gabriel Ramos
- Papá de Franklin - Juan Alfonso Carralero
- Mamá de Franklin - Laura Ayala
- Gansa - Alondra Hidalgo
- Caracol - Cynthia Chong / Marco Portillo / Cristina Hernández
- Conejo - Christine Byrd
- Sr. Búho - César Arias
- Zorro - Elsa Covián
- Mofeta - Norma Iturbe
- Glotón - Gaby Willert
- Murciélago - Anabel Méndez
- Sra. Castor - Mónica Villaseñor
- Sra. Ratón - Nelly Horseman
- Narradora - Maru Guzmán

## Doblaje de España
- Franklin - Rafael Alonso Naranjo Jr.
- Oso - Javier Balas